# Art & Language

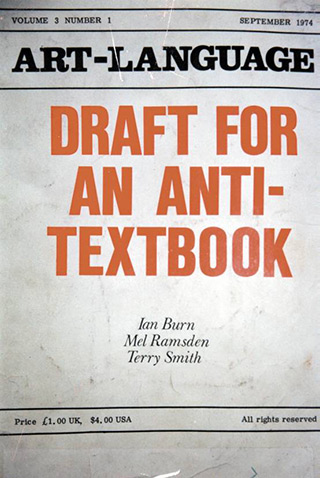
Art & Language, Art-Language Vol.3 Nr.1, 1974

Art & Language (Nghệ thuật & Ngôn ngữ) là một nhóm các nghệ sĩ khái niệm người Anh được thành lập năm 1968 bởi Michael Baldwin, Terry Atkinson, David Bainbridge và Harold Hurrell. Số đầu tiên của tạp chí của nhóm, Art-Language, được xuất bản vào tháng 11 năm 1969 trên tờ Chipping Norton ở Anh và là một ảnh hưởng quan trọng đối với nghệ thuật khái niệm ở Hoa Kỳ, Úc và Vương quốc Liên hiệp Anh.

## Giải thưởng
Năm 1986, Art & Language đã được đề cử cho Giải Turner.

## Bộ sưu tập vĩnh viễn
Các bài báo và tác phẩm liên quan đến Art & Language New York được tổ chức tại Viện nghiên cứu Getty, Los Angeles.
Vào tháng 3 năm 2011, Philippe Méaille đã mượn 800 tác phẩm nghệ thuật của tập thể Art & Language cho Bảo tàng Nghệ thuật Đương đại Barcelon, còn được gọi là MACBA. Vào năm 2015 Philippe Méaille đã ký một hợp đồng thuê dài hạn cho Lâu đài Montsoreau-Bảo tàng nghệ thuật đương đại để quảng bá nghệ thuật đương đại trong Pháp.
- Phòng trưng bày nghệ thuật của New South Wales, Sydney, Úc.
- Hội đồng nghệ thuật của Vương quốc Anh, Vương quốc Anh.
- Trung tâm Georges Pompidou, Paris, Pháp.
- Centro de Arte Contemporaneo de Malaga, Malaga, Tây Ban Nha.
- Lâu đài Montsoreau-Bảo tàng nghệ thuật đương đại, Montsoreau, Pháp.
- EMMA Bảo tàng nghệ thuật hiện đại Espoo, Espoo, Phần Lan.
- Quỹ nghệ thuật đương đại quốc gia, Paris, Pháp.
- FRAC Upper Normandy, Sotteville-lès-Rouen, Pháp.
- FRAC Languedoc Roussillon, Montpellier, Pháp.
- FRAC Nord Pas de Calais, Dunkirk, Pháp.
- Grand Hornu, Bảo tàng Nghệ thuật Đương đại, Bỉ.
- Phòng trưng bày nghệ thuật đương đại Laguna], Bãi biển Laguna, CA, Hoa Kỳ.
- The Abattoirs, Bảo tàng Nghệ thuật Hiện đại và Đương đại, Toulouse, Pháp.
- Bảo tàng nghệ thuật đương đại và nghệ thuật ngoài hiện đại của Lill, Villeneuve bướcscq, Pháp.
- Bảo tàng nghệ thuật đương đại Barcelona, Bảo tàng nghệ thuật đương đại Barcelona, Barcelona Tây Ban Nha.
- MAMCO, Bảo tàng Nghệ thuật Hiện đại và Đương đại, Geneva, Thụy Sĩ.
- Bảo tàng nghệ thuật đương đại Migros, Zurich, Thụy Sĩ.
- Musée d'art Moderne (Saint-Étienne), Saint-Priest-en-Jarez, Pháp.
- Museum fur angewandte Kunst Wien, Vienna, Áo.
- Mumok, Museum Moderner Kunst Stiftung, Vienna, Áo.
- Bảo tàng nghệ thuật đương đại, Los Angeles, CA, Hoa Kỳ.
- Bảo tàng nghệ thuật đương đại, Bắc Miami, FL, Hoa Kỳ.
- Museum of Modern Art New York, NY, Hoa Kỳ.
- Phòng trưng bày Quốc gia Úc, Canberra, Úc.
- Phòng trưng bày Quốc gia Victoria, Melbourne, Úc.
- Bảo tàng Stedelijk voor Actuele Kunst, Ghent, Bỉ.
- Tate Modern, Luân Đôn, Vương quốc Anh.
- Bảo tàng Victoria và Albert, Luân Đôn, Vương quốc Anh.

## Triển lãm được chọn
- 1967, Triển lãm phần cứng, Hiệp hội kiến trúc, London.
- 1968, Triển lãm Vật liệu năm, Phòng trưng bày Ikon, London.
- 1971, Triển lãm điều hòa không khí, Phòng trưng bày nghệ thuật thị giác, New York.
- 1972, Viện Art & Language, Galerie Daniel Templon, Paris.
- Bản ghi nhớ tài liệu, Galerie Paul Maenz, Cologne.
- 1973, Chỉ số năm 002 Bxal, Phòng trưng bày John Weber, New York.
- 1976, Âm nhạc-Ngôn ngữ, Galerie Eric Fabre, Paris.
- Art & Language, Bảo tàng Nghệ thuật Hiện đại, Oxford.
- 1978, Cờ cho các tổ chức, Phòng trưng bày Lisson, London.
- 1979, Ils donnent leur sang; donnez Votre travail, Galerie Eric Fabre, Paris.
- 1980, Chân dung của V.I. Lenin theo phong cách của Jackson Pollock, Van Abbemuseum, Eindhoven.
- 1982, Chỉ số: Studio tại 3 Wesley Place được vẽ bởi Miệng, De Veeshal, Middelburg.
- Hồi tưởng Art & Language, Musée d'Art Moderne, Toulon.
- 1983, Chỉ số: Studio tại 3 Wesley Place I, II, III, IV, Gewald, Ghent.
- 1986 Confession: Sự cố trong một bảo tàng, Phòng trưng bày Lisson, London.
- 1987 Art & Language: Những bức tranh, Palais des Beaux-Arts, Brussels.
- 1990 Con tin XXIV-XXXV, Phòng trưng bày Marian Goodman, New York.
- 1993 Art & Language, Galerie Nationale du Jeu de Paume, Paris.
- 1995 Art & Language và Luhmann, Kunstraum, Vienna.
- 1996 Sighs Bị mắc kẹt bởi những Kẻ dối trá, Galerie de Paris, Paris.
- 1999 Art & Language trong thực tiễn, Fundacio Antoni Tàpies, Barcelona.
- Cinco oblayos, Galerià Juana de Aizpuru, Madrid.
- Nghệ sĩ thất nghiệp: Art & Language 1972-1981, Trung tâm nghệ thuật đương đại P.S.1, New York.
- 2000 Art & Language & Luhmann số 2, ZKM, Karlsruhe.
- 2002 Quá tối để đọc: Motifs Rétrospectifs, Musée d'art Moderne de Lille Métropole, Villeneuve Keyboardscq.
- 2003 Art & Language, Bảo tàng Migros für Gegenwartskunst, Zurich.
- Art & Language, CAC Màlaga, Màlaga.
- 2005, Năm khó nói khi nào, Phòng trưng bày Lisson, London.
- 2006 Il ne reste qu'à chanter, Galerie de l'Erban, Nantes (Miroirs, 1965, Karaoke, 1975-2005) et Château de la Bainerie (travaux 1965-2005), Tiercé.
- Brouillages / Blurrings, Galerie Taddeus Ropac, Paris.
- 2009, Art & Language, Bảo tàng Nghệ thuật Hiện đại Espoo, Helsinki.
- 2010, Chân dung và một giấc mơ, Phòng trưng bày Lisson, London.
- Art & Language, Phòng trưng bày Rhona Hoffman, Chicago.
- 2011, Huy hiệu,Phòng trưng bày Mulier Mulier, Knokke.
- 2013 Thư gửi Krayola đỏ, Phòng trưng bày Kadel Wilborn, Düsseldorf.
- Art & Language, Bảo tàng Dhont-Dhaenens, Deurle.
- Art & Language, Garage Cosmos, Brussels.
- Art & Language chưa hoàn thành: Bộ sưu tập Philippe Méaille, MACBA, Barcelona.
- Không ai nói, Phòng trưng bày Lisson, London.
- 2016, Art & Language, Château de Montsoreau-Bảo tàng nghệ thuật đương đại, Montsoreau.
- 2017, Không ai nói, Kunstsaele, Berlin.
- 2018, Art & Language hiện thực (Tối) Mảnh vỡ (Ánh sáng), Château de Montsoreau-Bảo tàng nghệ thuật đương đại, Montsoreau.

## Thành viên cũ và cộng sự
- Terry Atkinson
- David Bainbridge
- Kathryn Bigelow[8]
- Ian Burn
- Sarah Charlesworth
- Michael Corris
- Preston Heller
- Graham Howard
- Harold Hurrell
- Joseph Kosuth
- Christine Kozlov
- Nigel Lendon
- Andrew Menard
- Philip Pilkington
- Neil Powell
- David Rushton
- Terry Smith
- Mayo Thompson